# 工人民兵

工人民兵标志

工人民兵（匈牙利語：Munkásőrség）是匈牙利人民共和国历史上的一个民兵组织，存在于1957年—1989年。
工人民兵是在1956年匈牙利革命发生后的1957年1月29日成立的，作为匈牙利社会主义工人党中央委员会直接控制的武装力量，独立于匈牙利人民军。该组织对男女均开放。1988年，该组织达到最高成员数6万。1985年5月8日，匈牙利社会主义工人党中央委员会放弃对该组织的直接控制；6月15日，匈牙利部长会议接管该组织的监督权。1989年10月20日，该组织解散。